# Jacqueline Chevé

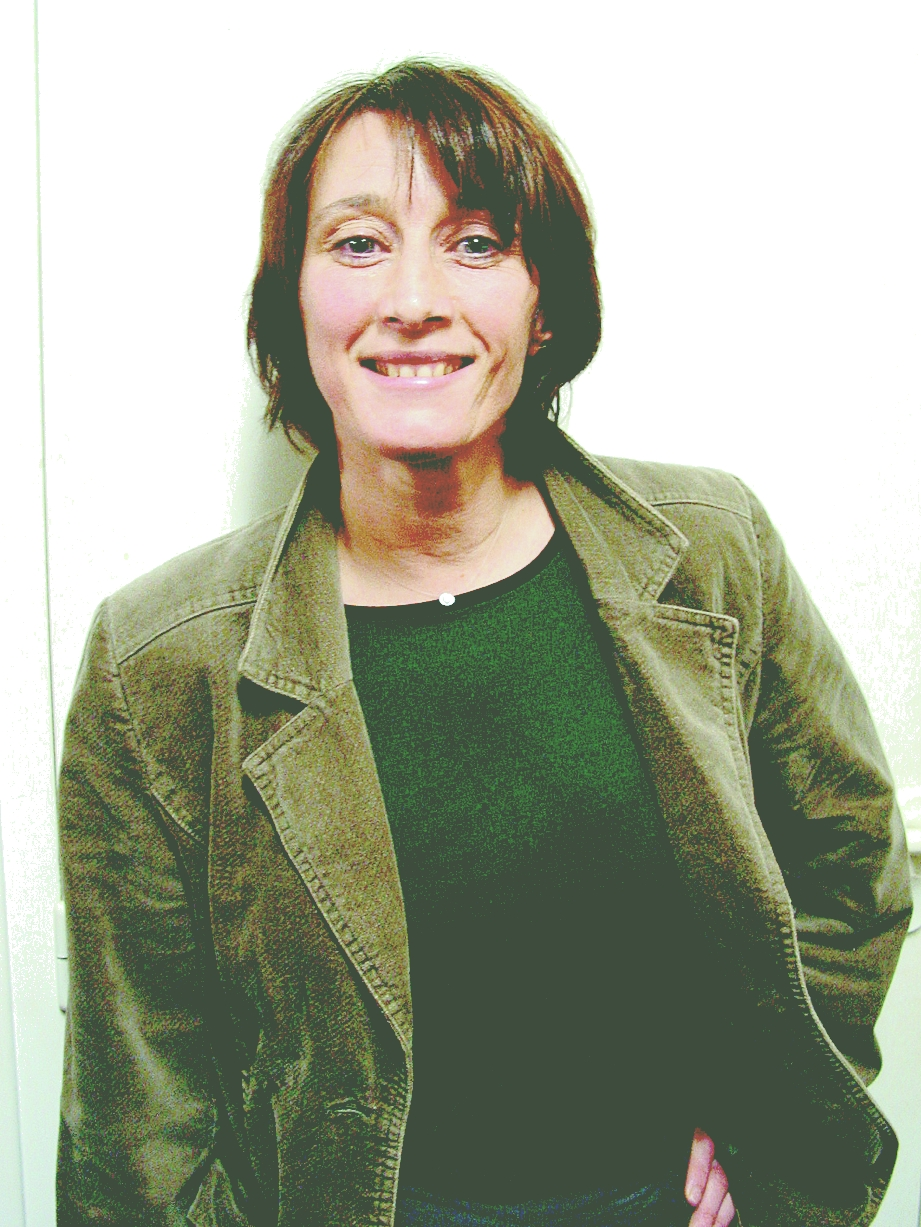
Jacqueline Chevé

Jacqueline Chevé (* 21. August 1961 in Merdrignac, Département Côtes-d’Armor; † 15. März 2010 in Paris) war eine französische Politikerin der Parti socialiste (PS).

## Biografie
Chevé war Direktorin eines Wohnheims in Lamballe und begann ihre politische Laufbahn in der Kommunalpolitik als Mitglied der Parti socialiste. Zwischen 2001 und 2008 war sie Gemeinderätin (Conseillère Municipale) von Loudéac sowie von 2004 bis zu ihrem Tode auch Mitglied des Regionalrates (Conseillère Régionale) der Bretagne. Dabei war sie Kandidatin auf der Liste von Jean-Yves Le Drian, dem Präsidenten des Regionalrates der Bretagne.
Am 21. September 2008 wurde sie zur Senatorin gewählt und vertrat als solche die Interessen der PS im Département Côtes-d’Armor. Im Senat war sie Mitglied des Ausschusses für Soziale Angelegenheiten sowie der Delegation für die Rechte der Frauen.